# Evaza javanensis
Evaza javanensis är en tvåvingeart som beskrevs av Meijere 1911. Evaza javanensis ingår i släktet Evaza och familjen vapenflugor. Inga underarter finns listade i Catalogue of Life.